# Distrikt Santa Rosa de Ocopa
Der Distrikt Santa Rosa de Ocopa liegt in der Provinz Concepción in der Region Junín in Zentral-Peru. Der Distrikt wurde am 29. August 1921 gegründet. Er hat eine Fläche von 16,1 km². Beim Zensus 2017 wurden 2091 Einwohner gezählt. Im Jahr 1993 lag die Einwohnerzahl bei 2214, im Jahr 2007 bei 2129. Sitz der Distriktverwaltung ist die 3376 m hoch gelegene Ortschaft Santa Rosa mit 1263 Einwohnern (Stand 2017). Santa Rosa befindet sich knapp 5 km nordnordöstlich der Provinzhauptstadt Concepción.

## Geographische Lage
Der Distrikt Santa Rosa de Ocopa liegt im Andenhochland zentral in der Provinz Concepción. Der Río Achamayo fließt entlang der südlichen Distriktgrenze nach Westen.
Der Distrikt Santa Rosa de Ocopa grenzt im Westen an den Distrikt Matahuasi, im Norden an die Distrikte Apata (Provinz Jauja) und Heroínas Toledo, im Osten und im Südosten an den Distrikt Quichuay sowie im Süden an die Distrikte Concepción und Nueve de Julio.

## Ortschaften
Im Distrikt gibt es neben dem Hauptort folgende größere Ortschaften:
- Huanchar (648 Einwohner)